# Лемперле, Тим
Тим Лемперле (нем. Tim Lemperle; 5 июля 2002, Франкфурт-на-Майне) — немецкий футболист, нападающий клуба «Хоффенхайм».

## Клубная карьера
Тим Лемперле начинал играть в футбол в клубе «Франкфурт» из своего родного города. В 2017 году он присоединился к молодежной команде клуба Бундеслиги «Кёльн», где благодаря своей игре на юниорском уровне получил возможность подписания с клубом профессионального контракта. В мае 2020 года Лемперле подписал договор с клубом до лета 2023 года. В июне 2020 года нападающий дебютировал в первой команде в турнире Бундеслиги.

## Карьера в сборной
С 2018 года Тим Лемперле выступал за юношеские сборные Германии. В июне 2022 футболист дебютировал в составе молодежной сборной Германии.